# Lidija Petrowna Breslawez
Lidija Petrowna Breslawez (russisch Лидия Петровна Бреславец; * 30. Augustjul. / 11. September 1882greg. in Moskau; † 25. Mai 1967) war eine russische bzw. sowjetische Zytologin, Zytogenetikerin und Hochschullehrerin.

## Leben
Von 1900 bis 1907 studierte Breslawez in Moskau in den von Wladimir Guerrier gegründeten  Höheren Kursen für Frauen (jetzt Pädagogische Staatliche Universität Moskau (MPGU)) in der Naturwissenschaftlichen Abteilung. Sie trat 1908 in das Moskauer Landwirtschaftsinstitut ein und arbeitete ab 1910 am Lehrstuhl für  Zucht. Pflanzenzüchtung-, Zytologie- und Zytogenetik-Praktika absolvierte sie 1911 in Deutschland, Österreich-Ungarn, Schweden und Frankreich. Ihre Ratgeber waren der Genetiker Erwin Baur an der Landwirtschaftlichen Hochschule Berlin und der Pflanzenzüchter Herman Nilsson-Ehle der Schwedischen Saatvereinigung in Svalöv.
Ab 1912 und während des Ersten Weltkriegs arbeitete Breslawez auf dem Versuchsfeld in Orjol, im Petrograder Botanischen Garten und im Büro für Angewandte Botanik in Petrograd.
Nach der Oktoberrevolution lehrte Breslawez Zytogenetik an der Universität Moskau (MGU). Daneben arbeitete sie 1928–1931 in dem nach Kliment Timirjasew benannten und von Sergei Nawaschin geleiteten Biologischen Institut.
Ab 1931 leitete Breslawez das Laboratorium für Zytologie der Allunions-Lenin-Akademie der Landwirtschaftswissenschaften. Sie wurde 1937 ohne Verteidigung einer Dissertation zur Doktorin der biologischen Wissenschaften promoviert und zur Professorin der MGU ernannt. Dann leitete sie 1938–1947 das Laboratorium für Pflanzenmorphologie im Botanischen Garten der MGU. Darauf arbeitete sie im Institut für Pflanzenphysiologie  und im Laboratorium für Isotope und Strahlung im Institut für Biophysik.
Breslawez vermutete, dass Plastide in niederen Pflanzen sich durch Teilung vermehren und in höheren Pflanzen sich aus Mitochondrien bilden. Sie erkannte die Wirkung ionisierender Strahlung auf Pflanzenzellen und entwickelte ein Verfahren zur Bestrahlung von Saatgut zur Ertragssteigerung. Sie veröffentlichte Arbeiten über den Ploidiegrad von Pflanzen und schuf eine tetraploide Roggensorte.
Aus Gesundheitsgründen ging Breslawez 1955 in Pension. Im Herbst 1955 gehörte sie zu den Unterzeichnern des Briefs der 300 Wissenschaftler an das Politbüro der Kommunistischen Partei der Sowjetunion, in dem zur Beendigung des Lyssenkoismus in der sowjetischen Biologie die Abberufung Trofim Lyssenkos als Präsident der Allunions-Lenin-Akademie der Landwirtschaftswissenschaften gefordert wurde.
Breslawez starb am 25. Mai 1967 und wurde auf dem Moskauer Wwedenskoje-Friedhof begraben.

## Ehrungen
- Leninorden (1954)